# Piranhazaak
Met de Piranhazaak of het Piranhaproces wordt een onderzoek naar en de daaruit volgende rechtszaak tegen Samir Azzouz en vijf anderen bedoeld.

## Piranhazaak
Op 1 december 2006 deed de Rechtbank Rotterdam, zitting houdende in 'de Bunker' in Amsterdam-West, uitspraak in deze zaak. Azzouz werd veroordeeld voor het voorbereiden van een terroristische aanslag en kreeg een gevangenisstraf van 8 jaar opgelegd. Er was 15 jaar tegen hem geëist. Nouriddin El Fahtni en Mohammed Chentouf kregen 4 jaar cel, Soumaya Sahla werd tot drie jaar cel veroordeeld en Brahim Harhour kreeg 3 maanden celstraf. De rechtbank oordeelde dat de zes personen geen terroristische organisatie hadden gevormd.
De veroordeelden stelden hoger beroep in bij het Gerechtshof 's-Gravenhage.
Op 2 oktober 2008 heeft het Hof uitspraak gedaan in de hoger beroepen. Alle verdachten kregen hogere straffen opgelegd dan in eerste aanleg. Samir Azzouz werd veroordeeld tot 9 jaar cel, Nouriddin El Fahtni kreeg 8 jaar, Mohammed Chentouf kreeg 6 jaar cel, Soumaya Sahla kreeg 4 jaar cel opgelegd.
Samir Azzouz werd op 6 september 2013 vrijgelaten. (Op 31 augustus 2022 is hij — en anderen — wederom veroordeeld omdat hij hielp bij het ontsnappen van Nederlandse IS-vrouwen uit kampen in Syrië.)

## Piranha II-zaak
Nadat de kroongetuigen Lahbib B. en zijn echtgenote Hanan S. belastende verklaringen hadden afgelegd in de Piranha-zaak, werden zij zelf vervolgd. Ten laste is hen gelegd deelname aan een terroristische organisatie, de voorbereiding van aanslagen en het bezit van meerdere vuurwapens. In eerste aanleg zijn zij veroordeeld tot 3 jaar cel. In hoger beroep zijn hun straffen teruggebracht tot 104 dagen (Lahbib B.) en 74 dagen (Hanan S.).

## Rechterlijke uitspraken (Piranhazaak)
| Samir Azzouz        | Samir Azzouz                                     | Samir Azzouz              | Samir Azzouz | Samir Azzouz |
| ------------------- | ------------------------------------------------ | ------------------------- | ------------ | ------------ |
| 01-12-2006          | 10-600052-05 en 10-600100-06                     | ECLI:NL:RBROT:2006:AZ3589 | 8 jaar       |              |
| 22-07-2009          |                                                  | ECLI:NL:GHSGR:2009:BJ3346 |              | [ 5 ]        |
| 02-10-2008          |                                                  | GHSGR                     | 9 jaar       |              |
| 28-08-2013          | 99/000089-44                                     | ECLI:NL:RBROT:2013:6691   |              | [ 6 ]        |
| Mohammed Chentouf   |                                                  |                           |              |              |
| 01-12-2006          | 10-600108-05 en 10-600101-06                     | ECLI:NL:RBROT:2006:AZ3589 | 4 jaar       |              |
| 02-10-2008          | 22-007384-06                                     | ECLI:NL:GHSGR:2008:BF5180 | 6;6 jaar     |              |
| Nouriddin El Fahtni |                                                  |                           |              |              |
| 01-12-2006          | 10-600134-05 en 10-600102-06                     | ECLI:NL:RBROT:2006:AZ3589 | 4 jaar       |              |
| 02-10-2008          | 22-007349-06                                     | ECLI:NL:GHSGR:2008:BF3987 | 8 jaar       |              |
| 02-10-2008          | 10-000354-04 (22-000553-07)                      | ECLI:NL:GHSGR:2008:BF3987 | (8 jaar)     | [ 8 ]        |
| 15-11-2011          | 10-000354-04 (08/04272)                          | ECLI:NL:HR:2011:BP7585    | 7;4 jaar     | [ 8 ]        |
| [Verdachte]         |                                                  |                           |              |              |
| 01-12-2006          | 10-600109-05 en 10-600103-06                     | ECLI:NL:RBROT:2006:AZ3589 | vrijspraak   |              |
| 02-10-2008          | 22-007350-06                                     | ECLI:NL:GHSGR:2008:BF5225 | 3 maanden    |              |
| Brahim Harhour      |                                                  |                           |              |              |
| 01-12-2006          | 10-600122-05 en 10-600104-06                     | ECLI:NL:RBROT:2006:AZ3589 | 3 maanden    |              |
| Soumaya Sahla       |                                                  |                           |              |              |
| 01-12-2006          | 10-600023-06, 10-600093-06 en 10-600046-05 (TUL) | ECLI:NL:RBROT:2006:AZ3589 | 3 jaar       |              |
| 02-10-2008          | 22-007351-06                                     | ECLI:NL:GHSGR:2008:BF4814 | 4 jaar       |              |
| 15-11-2011          | 08/04418                                         | ECLI:NL:HR:2011:BP7544    |              |              |
| 21-09-2012          | 23-005318-11                                     | ECLI:NL:GHAMS:2012:BY2772 |              | [ 9 ]        |
| 21-12-2012          | 23-005318-11                                     | ECLI:NL:GHAMS:2012:BY9310 |              | [ 10 ]       |
| 25-03-2014          | 23-005318-11                                     | ECLI:NL:GHAMS:2014:915    | 3 jaar       |              |
| 16-02-2016          | 14/02720                                         | ECLI:NL:HR:2016:241       |              | [ 11 ]       |

## Rechterlijke uitspraken (Piranha II-zaak)
| Lahbib B.  | Lahbib B.    | Lahbib B.                 | Lahbib B. | Lahbib B. |
| ---------- | ------------ | ------------------------- | --------- | --------- |
| 25-03-2008 | 10-600111-05 | ECLI:NL:RBROT:2008:BC7531 | 3 jaar    |           |
| 11-11-2009 | 22-001605-08 | ECLI:NL:GHSGR:2009:BK2957 | 104 dagen |           |
| 06-12-2011 | 10/01721     | ECLI:NL:HR:2011:BR1146    |           |           |
| 25-03-2014 | 23-005454-11 | ECLI:NL:GHAMS:2014:914    | 104 dagen | [ 12 ]    |
| Hanan S.   |              |                           |           |           |
| 25-03-2008 | 10-600112-05 | ECLI:NL:RBROT:2008:BC7539 | 3 jaar    |           |
| 11-11-2009 | 22-001599-08 | ECLI:NL:GHSGR:2009:BK2888 | 74 dagen  |           |
| 06-12-2011 | 10/01718     | ECLI:NL:HR:2011:BR1144    |           |           |
| 25-03-2014 | 23-005455-11 | ECLI:NL:GHAMS:2014:905    | 74 dagen  |           |

## Voetnoten
1. ↑  ECLI:NL:RBROT:2022:7335
2. ↑  ECLI:NL:RBROT:2022:7336 en ECLI:NL:RBROT:2022:7337
3. ↑  Rechtspraak 2022.
4. ↑  Novum 2008.
5. ↑  schorsing voorlopige hechtenis
6. ↑  voorwaardelijke invrijheidstelling (Samir Azzouz werd op 6 september 2013 vrijgelaten.)
7. ↑  Ministerie van Buitenlandse Zaken 2007.
8. 1 2  na splitsing in ECLI:NL:GHSGR:2008:BC4171 (Hofstadgroep-arrest)
9. ↑  Afwijzing vordering advocaat-generaal tot niet-ontvankelijkverklaring van het Openbaar Ministerie in de strafvervolging.
10. ↑  Beoordeling van verzoeken tot het horen van AIVD-medewerkers als getuigen.
11. ↑  artikel 81, eerste lid, Wet RO
12. ↑  arrest vermeldt onjuist parketnummer 10-600112-05